# Kobus leche
El antílope Lechwe o cobo de Lechwe (Kobus leche) es un antílope africano diurno que habita en los humedales de Botsuana, Zambia y el sur del Congo. Allí se alimenta de plantas acuáticas.
Su pelaje es repelente al agua, y posee largas pezuñas para poder marchar en terrenos pantanosos.